# Cane nudo peruviano
Il cane nudo peruviano è una razza canina riconosciuta dalla FCI (standard N. 310, Gruppo 5, Sezione 6). È una razza molto antica (si trovano sue raffigurazioni delle civiltà pre-Inca).

## Descrizione
È un cane privo di pelo, anche se possono essere presenti tracce sulle zampe, sulla coda e sulla testa. La pelle può presentare macchie rosa ed è liscia, con colorazione grigia, marrone, bionda o nera. La testa è lupoide, con stop marcato e occhi di dimensioni medie.
Ne esistono tre taglie, piccola (25-40 cm), media (40-50 cm) e grande (50-65 cm).